# Испанская партия
Испанская па́ртия — дебют, начинающийся ходами:
1. e2-e4 e7-e5
2. Кg1-f3 Кb8-c6
3. Сf1-b5.
Относится к открытым началам.

## История
Испанская партия — один из самых популярных дебютов, применяемых в партиях гроссмейстеров. Изобретателем «Испанской партии» считается Руй Лопес (в зарубежной литературе данный дебют назван в его честь «дебютом Руй Лопеса», исп. Ruy López), однако первое упоминание об этом дебюте встречается в руководстве испанского шахматиста XV—XVI веков Луиса Рамиреса де Лусены. Дебют характеризуется сложностью и разнообразием схем. Ему посвящены многочисленные анализы. Большую роль в разработке теории дебюта сыграли В. Стейниц, К. Яниш, М. Чигорин, Ф. Маршалл, З. Тарраш, А. Алехин, М. Эйве, П. Керес, В. Смыслов, И. Болеславский, И. Зайцев, С. Фурман, А. Карпов, Г. Каспаров и многие другие выдающиеся шахматисты.

## Идея дебюта
Идея испанской партии заключается в постоянной угрозе взятия и/или связке чёрного коня c6 белым слоном, что в ряде вариантов может сделать чёрную пешку e5 уязвимой целью для белых. По оценкам разных шахматных движков, дебют является одним из наиболее перспективных для белых и сохраняет наибольший перевес (полученный от преимущества первого хода), в примерно 0,2 пешки.

## Варианты
|   | a | b | c | d | e | f | g | h |   |
| - | --- | --- | --- | --- | --- | --- | --- | --- | - |
| 8 | a8 чёрная ладья · c8 чёрный слон · d8 чёрный ферзь · e8 чёрный король · f8 чёрный слон · g8 чёрный конь · h8 чёрная ладья · a7 чёрная пешка · b7 чёрная пешка · c7 чёрная пешка · d7 чёрная пешка · g7 чёрная пешка · h7 чёрная пешка · c6 чёрный конь · b5 белый слон · e5 чёрная пешка · f5 чёрная пешка · e4 белая пешка · f3 белый конь · a2 белая пешка · b2 белая пешка · c2 белая пешка · d2 белая пешка · f2 белая пешка · g2 белая пешка · h2 белая пешка · a1 белая ладья · b1 белый конь · c1 белый слон · d1 белый ферзь · e1 белый король · h1 белая ладья | a8 чёрная ладья · c8 чёрный слон · d8 чёрный ферзь · e8 чёрный король · f8 чёрный слон · g8 чёрный конь · h8 чёрная ладья · a7 чёрная пешка · b7 чёрная пешка · c7 чёрная пешка · d7 чёрная пешка · g7 чёрная пешка · h7 чёрная пешка · c6 чёрный конь · b5 белый слон · e5 чёрная пешка · f5 чёрная пешка · e4 белая пешка · f3 белый конь · a2 белая пешка · b2 белая пешка · c2 белая пешка · d2 белая пешка · f2 белая пешка · g2 белая пешка · h2 белая пешка · a1 белая ладья · b1 белый конь · c1 белый слон · d1 белый ферзь · e1 белый король · h1 белая ладья | a8 чёрная ладья · c8 чёрный слон · d8 чёрный ферзь · e8 чёрный король · f8 чёрный слон · g8 чёрный конь · h8 чёрная ладья · a7 чёрная пешка · b7 чёрная пешка · c7 чёрная пешка · d7 чёрная пешка · g7 чёрная пешка · h7 чёрная пешка · c6 чёрный конь · b5 белый слон · e5 чёрная пешка · f5 чёрная пешка · e4 белая пешка · f3 белый конь · a2 белая пешка · b2 белая пешка · c2 белая пешка · d2 белая пешка · f2 белая пешка · g2 белая пешка · h2 белая пешка · a1 белая ладья · b1 белый конь · c1 белый слон · d1 белый ферзь · e1 белый король · h1 белая ладья | a8 чёрная ладья · c8 чёрный слон · d8 чёрный ферзь · e8 чёрный король · f8 чёрный слон · g8 чёрный конь · h8 чёрная ладья · a7 чёрная пешка · b7 чёрная пешка · c7 чёрная пешка · d7 чёрная пешка · g7 чёрная пешка · h7 чёрная пешка · c6 чёрный конь · b5 белый слон · e5 чёрная пешка · f5 чёрная пешка · e4 белая пешка · f3 белый конь · a2 белая пешка · b2 белая пешка · c2 белая пешка · d2 белая пешка · f2 белая пешка · g2 белая пешка · h2 белая пешка · a1 белая ладья · b1 белый конь · c1 белый слон · d1 белый ферзь · e1 белый король · h1 белая ладья | a8 чёрная ладья · c8 чёрный слон · d8 чёрный ферзь · e8 чёрный король · f8 чёрный слон · g8 чёрный конь · h8 чёрная ладья · a7 чёрная пешка · b7 чёрная пешка · c7 чёрная пешка · d7 чёрная пешка · g7 чёрная пешка · h7 чёрная пешка · c6 чёрный конь · b5 белый слон · e5 чёрная пешка · f5 чёрная пешка · e4 белая пешка · f3 белый конь · a2 белая пешка · b2 белая пешка · c2 белая пешка · d2 белая пешка · f2 белая пешка · g2 белая пешка · h2 белая пешка · a1 белая ладья · b1 белый конь · c1 белый слон · d1 белый ферзь · e1 белый король · h1 белая ладья | a8 чёрная ладья · c8 чёрный слон · d8 чёрный ферзь · e8 чёрный король · f8 чёрный слон · g8 чёрный конь · h8 чёрная ладья · a7 чёрная пешка · b7 чёрная пешка · c7 чёрная пешка · d7 чёрная пешка · g7 чёрная пешка · h7 чёрная пешка · c6 чёрный конь · b5 белый слон · e5 чёрная пешка · f5 чёрная пешка · e4 белая пешка · f3 белый конь · a2 белая пешка · b2 белая пешка · c2 белая пешка · d2 белая пешка · f2 белая пешка · g2 белая пешка · h2 белая пешка · a1 белая ладья · b1 белый конь · c1 белый слон · d1 белый ферзь · e1 белый король · h1 белая ладья | a8 чёрная ладья · c8 чёрный слон · d8 чёрный ферзь · e8 чёрный король · f8 чёрный слон · g8 чёрный конь · h8 чёрная ладья · a7 чёрная пешка · b7 чёрная пешка · c7 чёрная пешка · d7 чёрная пешка · g7 чёрная пешка · h7 чёрная пешка · c6 чёрный конь · b5 белый слон · e5 чёрная пешка · f5 чёрная пешка · e4 белая пешка · f3 белый конь · a2 белая пешка · b2 белая пешка · c2 белая пешка · d2 белая пешка · f2 белая пешка · g2 белая пешка · h2 белая пешка · a1 белая ладья · b1 белый конь · c1 белый слон · d1 белый ферзь · e1 белый король · h1 белая ладья | a8 чёрная ладья · c8 чёрный слон · d8 чёрный ферзь · e8 чёрный король · f8 чёрный слон · g8 чёрный конь · h8 чёрная ладья · a7 чёрная пешка · b7 чёрная пешка · c7 чёрная пешка · d7 чёрная пешка · g7 чёрная пешка · h7 чёрная пешка · c6 чёрный конь · b5 белый слон · e5 чёрная пешка · f5 чёрная пешка · e4 белая пешка · f3 белый конь · a2 белая пешка · b2 белая пешка · c2 белая пешка · d2 белая пешка · f2 белая пешка · g2 белая пешка · h2 белая пешка · a1 белая ладья · b1 белый конь · c1 белый слон · d1 белый ферзь · e1 белый король · h1 белая ладья | 8 |
| 7 | a8 чёрная ладья · c8 чёрный слон · d8 чёрный ферзь · e8 чёрный король · f8 чёрный слон · g8 чёрный конь · h8 чёрная ладья · a7 чёрная пешка · b7 чёрная пешка · c7 чёрная пешка · d7 чёрная пешка · g7 чёрная пешка · h7 чёрная пешка · c6 чёрный конь · b5 белый слон · e5 чёрная пешка · f5 чёрная пешка · e4 белая пешка · f3 белый конь · a2 белая пешка · b2 белая пешка · c2 белая пешка · d2 белая пешка · f2 белая пешка · g2 белая пешка · h2 белая пешка · a1 белая ладья · b1 белый конь · c1 белый слон · d1 белый ферзь · e1 белый король · h1 белая ладья | a8 чёрная ладья · c8 чёрный слон · d8 чёрный ферзь · e8 чёрный король · f8 чёрный слон · g8 чёрный конь · h8 чёрная ладья · a7 чёрная пешка · b7 чёрная пешка · c7 чёрная пешка · d7 чёрная пешка · g7 чёрная пешка · h7 чёрная пешка · c6 чёрный конь · b5 белый слон · e5 чёрная пешка · f5 чёрная пешка · e4 белая пешка · f3 белый конь · a2 белая пешка · b2 белая пешка · c2 белая пешка · d2 белая пешка · f2 белая пешка · g2 белая пешка · h2 белая пешка · a1 белая ладья · b1 белый конь · c1 белый слон · d1 белый ферзь · e1 белый король · h1 белая ладья | a8 чёрная ладья · c8 чёрный слон · d8 чёрный ферзь · e8 чёрный король · f8 чёрный слон · g8 чёрный конь · h8 чёрная ладья · a7 чёрная пешка · b7 чёрная пешка · c7 чёрная пешка · d7 чёрная пешка · g7 чёрная пешка · h7 чёрная пешка · c6 чёрный конь · b5 белый слон · e5 чёрная пешка · f5 чёрная пешка · e4 белая пешка · f3 белый конь · a2 белая пешка · b2 белая пешка · c2 белая пешка · d2 белая пешка · f2 белая пешка · g2 белая пешка · h2 белая пешка · a1 белая ладья · b1 белый конь · c1 белый слон · d1 белый ферзь · e1 белый король · h1 белая ладья | a8 чёрная ладья · c8 чёрный слон · d8 чёрный ферзь · e8 чёрный король · f8 чёрный слон · g8 чёрный конь · h8 чёрная ладья · a7 чёрная пешка · b7 чёрная пешка · c7 чёрная пешка · d7 чёрная пешка · g7 чёрная пешка · h7 чёрная пешка · c6 чёрный конь · b5 белый слон · e5 чёрная пешка · f5 чёрная пешка · e4 белая пешка · f3 белый конь · a2 белая пешка · b2 белая пешка · c2 белая пешка · d2 белая пешка · f2 белая пешка · g2 белая пешка · h2 белая пешка · a1 белая ладья · b1 белый конь · c1 белый слон · d1 белый ферзь · e1 белый король · h1 белая ладья | a8 чёрная ладья · c8 чёрный слон · d8 чёрный ферзь · e8 чёрный король · f8 чёрный слон · g8 чёрный конь · h8 чёрная ладья · a7 чёрная пешка · b7 чёрная пешка · c7 чёрная пешка · d7 чёрная пешка · g7 чёрная пешка · h7 чёрная пешка · c6 чёрный конь · b5 белый слон · e5 чёрная пешка · f5 чёрная пешка · e4 белая пешка · f3 белый конь · a2 белая пешка · b2 белая пешка · c2 белая пешка · d2 белая пешка · f2 белая пешка · g2 белая пешка · h2 белая пешка · a1 белая ладья · b1 белый конь · c1 белый слон · d1 белый ферзь · e1 белый король · h1 белая ладья | a8 чёрная ладья · c8 чёрный слон · d8 чёрный ферзь · e8 чёрный король · f8 чёрный слон · g8 чёрный конь · h8 чёрная ладья · a7 чёрная пешка · b7 чёрная пешка · c7 чёрная пешка · d7 чёрная пешка · g7 чёрная пешка · h7 чёрная пешка · c6 чёрный конь · b5 белый слон · e5 чёрная пешка · f5 чёрная пешка · e4 белая пешка · f3 белый конь · a2 белая пешка · b2 белая пешка · c2 белая пешка · d2 белая пешка · f2 белая пешка · g2 белая пешка · h2 белая пешка · a1 белая ладья · b1 белый конь · c1 белый слон · d1 белый ферзь · e1 белый король · h1 белая ладья | a8 чёрная ладья · c8 чёрный слон · d8 чёрный ферзь · e8 чёрный король · f8 чёрный слон · g8 чёрный конь · h8 чёрная ладья · a7 чёрная пешка · b7 чёрная пешка · c7 чёрная пешка · d7 чёрная пешка · g7 чёрная пешка · h7 чёрная пешка · c6 чёрный конь · b5 белый слон · e5 чёрная пешка · f5 чёрная пешка · e4 белая пешка · f3 белый конь · a2 белая пешка · b2 белая пешка · c2 белая пешка · d2 белая пешка · f2 белая пешка · g2 белая пешка · h2 белая пешка · a1 белая ладья · b1 белый конь · c1 белый слон · d1 белый ферзь · e1 белый король · h1 белая ладья | a8 чёрная ладья · c8 чёрный слон · d8 чёрный ферзь · e8 чёрный король · f8 чёрный слон · g8 чёрный конь · h8 чёрная ладья · a7 чёрная пешка · b7 чёрная пешка · c7 чёрная пешка · d7 чёрная пешка · g7 чёрная пешка · h7 чёрная пешка · c6 чёрный конь · b5 белый слон · e5 чёрная пешка · f5 чёрная пешка · e4 белая пешка · f3 белый конь · a2 белая пешка · b2 белая пешка · c2 белая пешка · d2 белая пешка · f2 белая пешка · g2 белая пешка · h2 белая пешка · a1 белая ладья · b1 белый конь · c1 белый слон · d1 белый ферзь · e1 белый король · h1 белая ладья | 7 |
| 6 | a8 чёрная ладья · c8 чёрный слон · d8 чёрный ферзь · e8 чёрный король · f8 чёрный слон · g8 чёрный конь · h8 чёрная ладья · a7 чёрная пешка · b7 чёрная пешка · c7 чёрная пешка · d7 чёрная пешка · g7 чёрная пешка · h7 чёрная пешка · c6 чёрный конь · b5 белый слон · e5 чёрная пешка · f5 чёрная пешка · e4 белая пешка · f3 белый конь · a2 белая пешка · b2 белая пешка · c2 белая пешка · d2 белая пешка · f2 белая пешка · g2 белая пешка · h2 белая пешка · a1 белая ладья · b1 белый конь · c1 белый слон · d1 белый ферзь · e1 белый король · h1 белая ладья | a8 чёрная ладья · c8 чёрный слон · d8 чёрный ферзь · e8 чёрный король · f8 чёрный слон · g8 чёрный конь · h8 чёрная ладья · a7 чёрная пешка · b7 чёрная пешка · c7 чёрная пешка · d7 чёрная пешка · g7 чёрная пешка · h7 чёрная пешка · c6 чёрный конь · b5 белый слон · e5 чёрная пешка · f5 чёрная пешка · e4 белая пешка · f3 белый конь · a2 белая пешка · b2 белая пешка · c2 белая пешка · d2 белая пешка · f2 белая пешка · g2 белая пешка · h2 белая пешка · a1 белая ладья · b1 белый конь · c1 белый слон · d1 белый ферзь · e1 белый король · h1 белая ладья | a8 чёрная ладья · c8 чёрный слон · d8 чёрный ферзь · e8 чёрный король · f8 чёрный слон · g8 чёрный конь · h8 чёрная ладья · a7 чёрная пешка · b7 чёрная пешка · c7 чёрная пешка · d7 чёрная пешка · g7 чёрная пешка · h7 чёрная пешка · c6 чёрный конь · b5 белый слон · e5 чёрная пешка · f5 чёрная пешка · e4 белая пешка · f3 белый конь · a2 белая пешка · b2 белая пешка · c2 белая пешка · d2 белая пешка · f2 белая пешка · g2 белая пешка · h2 белая пешка · a1 белая ладья · b1 белый конь · c1 белый слон · d1 белый ферзь · e1 белый король · h1 белая ладья | a8 чёрная ладья · c8 чёрный слон · d8 чёрный ферзь · e8 чёрный король · f8 чёрный слон · g8 чёрный конь · h8 чёрная ладья · a7 чёрная пешка · b7 чёрная пешка · c7 чёрная пешка · d7 чёрная пешка · g7 чёрная пешка · h7 чёрная пешка · c6 чёрный конь · b5 белый слон · e5 чёрная пешка · f5 чёрная пешка · e4 белая пешка · f3 белый конь · a2 белая пешка · b2 белая пешка · c2 белая пешка · d2 белая пешка · f2 белая пешка · g2 белая пешка · h2 белая пешка · a1 белая ладья · b1 белый конь · c1 белый слон · d1 белый ферзь · e1 белый король · h1 белая ладья | a8 чёрная ладья · c8 чёрный слон · d8 чёрный ферзь · e8 чёрный король · f8 чёрный слон · g8 чёрный конь · h8 чёрная ладья · a7 чёрная пешка · b7 чёрная пешка · c7 чёрная пешка · d7 чёрная пешка · g7 чёрная пешка · h7 чёрная пешка · c6 чёрный конь · b5 белый слон · e5 чёрная пешка · f5 чёрная пешка · e4 белая пешка · f3 белый конь · a2 белая пешка · b2 белая пешка · c2 белая пешка · d2 белая пешка · f2 белая пешка · g2 белая пешка · h2 белая пешка · a1 белая ладья · b1 белый конь · c1 белый слон · d1 белый ферзь · e1 белый король · h1 белая ладья | a8 чёрная ладья · c8 чёрный слон · d8 чёрный ферзь · e8 чёрный король · f8 чёрный слон · g8 чёрный конь · h8 чёрная ладья · a7 чёрная пешка · b7 чёрная пешка · c7 чёрная пешка · d7 чёрная пешка · g7 чёрная пешка · h7 чёрная пешка · c6 чёрный конь · b5 белый слон · e5 чёрная пешка · f5 чёрная пешка · e4 белая пешка · f3 белый конь · a2 белая пешка · b2 белая пешка · c2 белая пешка · d2 белая пешка · f2 белая пешка · g2 белая пешка · h2 белая пешка · a1 белая ладья · b1 белый конь · c1 белый слон · d1 белый ферзь · e1 белый король · h1 белая ладья | a8 чёрная ладья · c8 чёрный слон · d8 чёрный ферзь · e8 чёрный король · f8 чёрный слон · g8 чёрный конь · h8 чёрная ладья · a7 чёрная пешка · b7 чёрная пешка · c7 чёрная пешка · d7 чёрная пешка · g7 чёрная пешка · h7 чёрная пешка · c6 чёрный конь · b5 белый слон · e5 чёрная пешка · f5 чёрная пешка · e4 белая пешка · f3 белый конь · a2 белая пешка · b2 белая пешка · c2 белая пешка · d2 белая пешка · f2 белая пешка · g2 белая пешка · h2 белая пешка · a1 белая ладья · b1 белый конь · c1 белый слон · d1 белый ферзь · e1 белый король · h1 белая ладья | a8 чёрная ладья · c8 чёрный слон · d8 чёрный ферзь · e8 чёрный король · f8 чёрный слон · g8 чёрный конь · h8 чёрная ладья · a7 чёрная пешка · b7 чёрная пешка · c7 чёрная пешка · d7 чёрная пешка · g7 чёрная пешка · h7 чёрная пешка · c6 чёрный конь · b5 белый слон · e5 чёрная пешка · f5 чёрная пешка · e4 белая пешка · f3 белый конь · a2 белая пешка · b2 белая пешка · c2 белая пешка · d2 белая пешка · f2 белая пешка · g2 белая пешка · h2 белая пешка · a1 белая ладья · b1 белый конь · c1 белый слон · d1 белый ферзь · e1 белый король · h1 белая ладья | 6 |
| 5 | a8 чёрная ладья · c8 чёрный слон · d8 чёрный ферзь · e8 чёрный король · f8 чёрный слон · g8 чёрный конь · h8 чёрная ладья · a7 чёрная пешка · b7 чёрная пешка · c7 чёрная пешка · d7 чёрная пешка · g7 чёрная пешка · h7 чёрная пешка · c6 чёрный конь · b5 белый слон · e5 чёрная пешка · f5 чёрная пешка · e4 белая пешка · f3 белый конь · a2 белая пешка · b2 белая пешка · c2 белая пешка · d2 белая пешка · f2 белая пешка · g2 белая пешка · h2 белая пешка · a1 белая ладья · b1 белый конь · c1 белый слон · d1 белый ферзь · e1 белый король · h1 белая ладья | a8 чёрная ладья · c8 чёрный слон · d8 чёрный ферзь · e8 чёрный король · f8 чёрный слон · g8 чёрный конь · h8 чёрная ладья · a7 чёрная пешка · b7 чёрная пешка · c7 чёрная пешка · d7 чёрная пешка · g7 чёрная пешка · h7 чёрная пешка · c6 чёрный конь · b5 белый слон · e5 чёрная пешка · f5 чёрная пешка · e4 белая пешка · f3 белый конь · a2 белая пешка · b2 белая пешка · c2 белая пешка · d2 белая пешка · f2 белая пешка · g2 белая пешка · h2 белая пешка · a1 белая ладья · b1 белый конь · c1 белый слон · d1 белый ферзь · e1 белый король · h1 белая ладья | a8 чёрная ладья · c8 чёрный слон · d8 чёрный ферзь · e8 чёрный король · f8 чёрный слон · g8 чёрный конь · h8 чёрная ладья · a7 чёрная пешка · b7 чёрная пешка · c7 чёрная пешка · d7 чёрная пешка · g7 чёрная пешка · h7 чёрная пешка · c6 чёрный конь · b5 белый слон · e5 чёрная пешка · f5 чёрная пешка · e4 белая пешка · f3 белый конь · a2 белая пешка · b2 белая пешка · c2 белая пешка · d2 белая пешка · f2 белая пешка · g2 белая пешка · h2 белая пешка · a1 белая ладья · b1 белый конь · c1 белый слон · d1 белый ферзь · e1 белый король · h1 белая ладья | a8 чёрная ладья · c8 чёрный слон · d8 чёрный ферзь · e8 чёрный король · f8 чёрный слон · g8 чёрный конь · h8 чёрная ладья · a7 чёрная пешка · b7 чёрная пешка · c7 чёрная пешка · d7 чёрная пешка · g7 чёрная пешка · h7 чёрная пешка · c6 чёрный конь · b5 белый слон · e5 чёрная пешка · f5 чёрная пешка · e4 белая пешка · f3 белый конь · a2 белая пешка · b2 белая пешка · c2 белая пешка · d2 белая пешка · f2 белая пешка · g2 белая пешка · h2 белая пешка · a1 белая ладья · b1 белый конь · c1 белый слон · d1 белый ферзь · e1 белый король · h1 белая ладья | a8 чёрная ладья · c8 чёрный слон · d8 чёрный ферзь · e8 чёрный король · f8 чёрный слон · g8 чёрный конь · h8 чёрная ладья · a7 чёрная пешка · b7 чёрная пешка · c7 чёрная пешка · d7 чёрная пешка · g7 чёрная пешка · h7 чёрная пешка · c6 чёрный конь · b5 белый слон · e5 чёрная пешка · f5 чёрная пешка · e4 белая пешка · f3 белый конь · a2 белая пешка · b2 белая пешка · c2 белая пешка · d2 белая пешка · f2 белая пешка · g2 белая пешка · h2 белая пешка · a1 белая ладья · b1 белый конь · c1 белый слон · d1 белый ферзь · e1 белый король · h1 белая ладья | a8 чёрная ладья · c8 чёрный слон · d8 чёрный ферзь · e8 чёрный король · f8 чёрный слон · g8 чёрный конь · h8 чёрная ладья · a7 чёрная пешка · b7 чёрная пешка · c7 чёрная пешка · d7 чёрная пешка · g7 чёрная пешка · h7 чёрная пешка · c6 чёрный конь · b5 белый слон · e5 чёрная пешка · f5 чёрная пешка · e4 белая пешка · f3 белый конь · a2 белая пешка · b2 белая пешка · c2 белая пешка · d2 белая пешка · f2 белая пешка · g2 белая пешка · h2 белая пешка · a1 белая ладья · b1 белый конь · c1 белый слон · d1 белый ферзь · e1 белый король · h1 белая ладья | a8 чёрная ладья · c8 чёрный слон · d8 чёрный ферзь · e8 чёрный король · f8 чёрный слон · g8 чёрный конь · h8 чёрная ладья · a7 чёрная пешка · b7 чёрная пешка · c7 чёрная пешка · d7 чёрная пешка · g7 чёрная пешка · h7 чёрная пешка · c6 чёрный конь · b5 белый слон · e5 чёрная пешка · f5 чёрная пешка · e4 белая пешка · f3 белый конь · a2 белая пешка · b2 белая пешка · c2 белая пешка · d2 белая пешка · f2 белая пешка · g2 белая пешка · h2 белая пешка · a1 белая ладья · b1 белый конь · c1 белый слон · d1 белый ферзь · e1 белый король · h1 белая ладья | a8 чёрная ладья · c8 чёрный слон · d8 чёрный ферзь · e8 чёрный король · f8 чёрный слон · g8 чёрный конь · h8 чёрная ладья · a7 чёрная пешка · b7 чёрная пешка · c7 чёрная пешка · d7 чёрная пешка · g7 чёрная пешка · h7 чёрная пешка · c6 чёрный конь · b5 белый слон · e5 чёрная пешка · f5 чёрная пешка · e4 белая пешка · f3 белый конь · a2 белая пешка · b2 белая пешка · c2 белая пешка · d2 белая пешка · f2 белая пешка · g2 белая пешка · h2 белая пешка · a1 белая ладья · b1 белый конь · c1 белый слон · d1 белый ферзь · e1 белый король · h1 белая ладья | 5 |
| 4 | a8 чёрная ладья · c8 чёрный слон · d8 чёрный ферзь · e8 чёрный король · f8 чёрный слон · g8 чёрный конь · h8 чёрная ладья · a7 чёрная пешка · b7 чёрная пешка · c7 чёрная пешка · d7 чёрная пешка · g7 чёрная пешка · h7 чёрная пешка · c6 чёрный конь · b5 белый слон · e5 чёрная пешка · f5 чёрная пешка · e4 белая пешка · f3 белый конь · a2 белая пешка · b2 белая пешка · c2 белая пешка · d2 белая пешка · f2 белая пешка · g2 белая пешка · h2 белая пешка · a1 белая ладья · b1 белый конь · c1 белый слон · d1 белый ферзь · e1 белый король · h1 белая ладья | a8 чёрная ладья · c8 чёрный слон · d8 чёрный ферзь · e8 чёрный король · f8 чёрный слон · g8 чёрный конь · h8 чёрная ладья · a7 чёрная пешка · b7 чёрная пешка · c7 чёрная пешка · d7 чёрная пешка · g7 чёрная пешка · h7 чёрная пешка · c6 чёрный конь · b5 белый слон · e5 чёрная пешка · f5 чёрная пешка · e4 белая пешка · f3 белый конь · a2 белая пешка · b2 белая пешка · c2 белая пешка · d2 белая пешка · f2 белая пешка · g2 белая пешка · h2 белая пешка · a1 белая ладья · b1 белый конь · c1 белый слон · d1 белый ферзь · e1 белый король · h1 белая ладья | a8 чёрная ладья · c8 чёрный слон · d8 чёрный ферзь · e8 чёрный король · f8 чёрный слон · g8 чёрный конь · h8 чёрная ладья · a7 чёрная пешка · b7 чёрная пешка · c7 чёрная пешка · d7 чёрная пешка · g7 чёрная пешка · h7 чёрная пешка · c6 чёрный конь · b5 белый слон · e5 чёрная пешка · f5 чёрная пешка · e4 белая пешка · f3 белый конь · a2 белая пешка · b2 белая пешка · c2 белая пешка · d2 белая пешка · f2 белая пешка · g2 белая пешка · h2 белая пешка · a1 белая ладья · b1 белый конь · c1 белый слон · d1 белый ферзь · e1 белый король · h1 белая ладья | a8 чёрная ладья · c8 чёрный слон · d8 чёрный ферзь · e8 чёрный король · f8 чёрный слон · g8 чёрный конь · h8 чёрная ладья · a7 чёрная пешка · b7 чёрная пешка · c7 чёрная пешка · d7 чёрная пешка · g7 чёрная пешка · h7 чёрная пешка · c6 чёрный конь · b5 белый слон · e5 чёрная пешка · f5 чёрная пешка · e4 белая пешка · f3 белый конь · a2 белая пешка · b2 белая пешка · c2 белая пешка · d2 белая пешка · f2 белая пешка · g2 белая пешка · h2 белая пешка · a1 белая ладья · b1 белый конь · c1 белый слон · d1 белый ферзь · e1 белый король · h1 белая ладья | a8 чёрная ладья · c8 чёрный слон · d8 чёрный ферзь · e8 чёрный король · f8 чёрный слон · g8 чёрный конь · h8 чёрная ладья · a7 чёрная пешка · b7 чёрная пешка · c7 чёрная пешка · d7 чёрная пешка · g7 чёрная пешка · h7 чёрная пешка · c6 чёрный конь · b5 белый слон · e5 чёрная пешка · f5 чёрная пешка · e4 белая пешка · f3 белый конь · a2 белая пешка · b2 белая пешка · c2 белая пешка · d2 белая пешка · f2 белая пешка · g2 белая пешка · h2 белая пешка · a1 белая ладья · b1 белый конь · c1 белый слон · d1 белый ферзь · e1 белый король · h1 белая ладья | a8 чёрная ладья · c8 чёрный слон · d8 чёрный ферзь · e8 чёрный король · f8 чёрный слон · g8 чёрный конь · h8 чёрная ладья · a7 чёрная пешка · b7 чёрная пешка · c7 чёрная пешка · d7 чёрная пешка · g7 чёрная пешка · h7 чёрная пешка · c6 чёрный конь · b5 белый слон · e5 чёрная пешка · f5 чёрная пешка · e4 белая пешка · f3 белый конь · a2 белая пешка · b2 белая пешка · c2 белая пешка · d2 белая пешка · f2 белая пешка · g2 белая пешка · h2 белая пешка · a1 белая ладья · b1 белый конь · c1 белый слон · d1 белый ферзь · e1 белый король · h1 белая ладья | a8 чёрная ладья · c8 чёрный слон · d8 чёрный ферзь · e8 чёрный король · f8 чёрный слон · g8 чёрный конь · h8 чёрная ладья · a7 чёрная пешка · b7 чёрная пешка · c7 чёрная пешка · d7 чёрная пешка · g7 чёрная пешка · h7 чёрная пешка · c6 чёрный конь · b5 белый слон · e5 чёрная пешка · f5 чёрная пешка · e4 белая пешка · f3 белый конь · a2 белая пешка · b2 белая пешка · c2 белая пешка · d2 белая пешка · f2 белая пешка · g2 белая пешка · h2 белая пешка · a1 белая ладья · b1 белый конь · c1 белый слон · d1 белый ферзь · e1 белый король · h1 белая ладья | a8 чёрная ладья · c8 чёрный слон · d8 чёрный ферзь · e8 чёрный король · f8 чёрный слон · g8 чёрный конь · h8 чёрная ладья · a7 чёрная пешка · b7 чёрная пешка · c7 чёрная пешка · d7 чёрная пешка · g7 чёрная пешка · h7 чёрная пешка · c6 чёрный конь · b5 белый слон · e5 чёрная пешка · f5 чёрная пешка · e4 белая пешка · f3 белый конь · a2 белая пешка · b2 белая пешка · c2 белая пешка · d2 белая пешка · f2 белая пешка · g2 белая пешка · h2 белая пешка · a1 белая ладья · b1 белый конь · c1 белый слон · d1 белый ферзь · e1 белый король · h1 белая ладья | 4 |
| 3 | a8 чёрная ладья · c8 чёрный слон · d8 чёрный ферзь · e8 чёрный король · f8 чёрный слон · g8 чёрный конь · h8 чёрная ладья · a7 чёрная пешка · b7 чёрная пешка · c7 чёрная пешка · d7 чёрная пешка · g7 чёрная пешка · h7 чёрная пешка · c6 чёрный конь · b5 белый слон · e5 чёрная пешка · f5 чёрная пешка · e4 белая пешка · f3 белый конь · a2 белая пешка · b2 белая пешка · c2 белая пешка · d2 белая пешка · f2 белая пешка · g2 белая пешка · h2 белая пешка · a1 белая ладья · b1 белый конь · c1 белый слон · d1 белый ферзь · e1 белый король · h1 белая ладья | a8 чёрная ладья · c8 чёрный слон · d8 чёрный ферзь · e8 чёрный король · f8 чёрный слон · g8 чёрный конь · h8 чёрная ладья · a7 чёрная пешка · b7 чёрная пешка · c7 чёрная пешка · d7 чёрная пешка · g7 чёрная пешка · h7 чёрная пешка · c6 чёрный конь · b5 белый слон · e5 чёрная пешка · f5 чёрная пешка · e4 белая пешка · f3 белый конь · a2 белая пешка · b2 белая пешка · c2 белая пешка · d2 белая пешка · f2 белая пешка · g2 белая пешка · h2 белая пешка · a1 белая ладья · b1 белый конь · c1 белый слон · d1 белый ферзь · e1 белый король · h1 белая ладья | a8 чёрная ладья · c8 чёрный слон · d8 чёрный ферзь · e8 чёрный король · f8 чёрный слон · g8 чёрный конь · h8 чёрная ладья · a7 чёрная пешка · b7 чёрная пешка · c7 чёрная пешка · d7 чёрная пешка · g7 чёрная пешка · h7 чёрная пешка · c6 чёрный конь · b5 белый слон · e5 чёрная пешка · f5 чёрная пешка · e4 белая пешка · f3 белый конь · a2 белая пешка · b2 белая пешка · c2 белая пешка · d2 белая пешка · f2 белая пешка · g2 белая пешка · h2 белая пешка · a1 белая ладья · b1 белый конь · c1 белый слон · d1 белый ферзь · e1 белый король · h1 белая ладья | a8 чёрная ладья · c8 чёрный слон · d8 чёрный ферзь · e8 чёрный король · f8 чёрный слон · g8 чёрный конь · h8 чёрная ладья · a7 чёрная пешка · b7 чёрная пешка · c7 чёрная пешка · d7 чёрная пешка · g7 чёрная пешка · h7 чёрная пешка · c6 чёрный конь · b5 белый слон · e5 чёрная пешка · f5 чёрная пешка · e4 белая пешка · f3 белый конь · a2 белая пешка · b2 белая пешка · c2 белая пешка · d2 белая пешка · f2 белая пешка · g2 белая пешка · h2 белая пешка · a1 белая ладья · b1 белый конь · c1 белый слон · d1 белый ферзь · e1 белый король · h1 белая ладья | a8 чёрная ладья · c8 чёрный слон · d8 чёрный ферзь · e8 чёрный король · f8 чёрный слон · g8 чёрный конь · h8 чёрная ладья · a7 чёрная пешка · b7 чёрная пешка · c7 чёрная пешка · d7 чёрная пешка · g7 чёрная пешка · h7 чёрная пешка · c6 чёрный конь · b5 белый слон · e5 чёрная пешка · f5 чёрная пешка · e4 белая пешка · f3 белый конь · a2 белая пешка · b2 белая пешка · c2 белая пешка · d2 белая пешка · f2 белая пешка · g2 белая пешка · h2 белая пешка · a1 белая ладья · b1 белый конь · c1 белый слон · d1 белый ферзь · e1 белый король · h1 белая ладья | a8 чёрная ладья · c8 чёрный слон · d8 чёрный ферзь · e8 чёрный король · f8 чёрный слон · g8 чёрный конь · h8 чёрная ладья · a7 чёрная пешка · b7 чёрная пешка · c7 чёрная пешка · d7 чёрная пешка · g7 чёрная пешка · h7 чёрная пешка · c6 чёрный конь · b5 белый слон · e5 чёрная пешка · f5 чёрная пешка · e4 белая пешка · f3 белый конь · a2 белая пешка · b2 белая пешка · c2 белая пешка · d2 белая пешка · f2 белая пешка · g2 белая пешка · h2 белая пешка · a1 белая ладья · b1 белый конь · c1 белый слон · d1 белый ферзь · e1 белый король · h1 белая ладья | a8 чёрная ладья · c8 чёрный слон · d8 чёрный ферзь · e8 чёрный король · f8 чёрный слон · g8 чёрный конь · h8 чёрная ладья · a7 чёрная пешка · b7 чёрная пешка · c7 чёрная пешка · d7 чёрная пешка · g7 чёрная пешка · h7 чёрная пешка · c6 чёрный конь · b5 белый слон · e5 чёрная пешка · f5 чёрная пешка · e4 белая пешка · f3 белый конь · a2 белая пешка · b2 белая пешка · c2 белая пешка · d2 белая пешка · f2 белая пешка · g2 белая пешка · h2 белая пешка · a1 белая ладья · b1 белый конь · c1 белый слон · d1 белый ферзь · e1 белый король · h1 белая ладья | a8 чёрная ладья · c8 чёрный слон · d8 чёрный ферзь · e8 чёрный король · f8 чёрный слон · g8 чёрный конь · h8 чёрная ладья · a7 чёрная пешка · b7 чёрная пешка · c7 чёрная пешка · d7 чёрная пешка · g7 чёрная пешка · h7 чёрная пешка · c6 чёрный конь · b5 белый слон · e5 чёрная пешка · f5 чёрная пешка · e4 белая пешка · f3 белый конь · a2 белая пешка · b2 белая пешка · c2 белая пешка · d2 белая пешка · f2 белая пешка · g2 белая пешка · h2 белая пешка · a1 белая ладья · b1 белый конь · c1 белый слон · d1 белый ферзь · e1 белый король · h1 белая ладья | 3 |
| 2 | a8 чёрная ладья · c8 чёрный слон · d8 чёрный ферзь · e8 чёрный король · f8 чёрный слон · g8 чёрный конь · h8 чёрная ладья · a7 чёрная пешка · b7 чёрная пешка · c7 чёрная пешка · d7 чёрная пешка · g7 чёрная пешка · h7 чёрная пешка · c6 чёрный конь · b5 белый слон · e5 чёрная пешка · f5 чёрная пешка · e4 белая пешка · f3 белый конь · a2 белая пешка · b2 белая пешка · c2 белая пешка · d2 белая пешка · f2 белая пешка · g2 белая пешка · h2 белая пешка · a1 белая ладья · b1 белый конь · c1 белый слон · d1 белый ферзь · e1 белый король · h1 белая ладья | a8 чёрная ладья · c8 чёрный слон · d8 чёрный ферзь · e8 чёрный король · f8 чёрный слон · g8 чёрный конь · h8 чёрная ладья · a7 чёрная пешка · b7 чёрная пешка · c7 чёрная пешка · d7 чёрная пешка · g7 чёрная пешка · h7 чёрная пешка · c6 чёрный конь · b5 белый слон · e5 чёрная пешка · f5 чёрная пешка · e4 белая пешка · f3 белый конь · a2 белая пешка · b2 белая пешка · c2 белая пешка · d2 белая пешка · f2 белая пешка · g2 белая пешка · h2 белая пешка · a1 белая ладья · b1 белый конь · c1 белый слон · d1 белый ферзь · e1 белый король · h1 белая ладья | a8 чёрная ладья · c8 чёрный слон · d8 чёрный ферзь · e8 чёрный король · f8 чёрный слон · g8 чёрный конь · h8 чёрная ладья · a7 чёрная пешка · b7 чёрная пешка · c7 чёрная пешка · d7 чёрная пешка · g7 чёрная пешка · h7 чёрная пешка · c6 чёрный конь · b5 белый слон · e5 чёрная пешка · f5 чёрная пешка · e4 белая пешка · f3 белый конь · a2 белая пешка · b2 белая пешка · c2 белая пешка · d2 белая пешка · f2 белая пешка · g2 белая пешка · h2 белая пешка · a1 белая ладья · b1 белый конь · c1 белый слон · d1 белый ферзь · e1 белый король · h1 белая ладья | a8 чёрная ладья · c8 чёрный слон · d8 чёрный ферзь · e8 чёрный король · f8 чёрный слон · g8 чёрный конь · h8 чёрная ладья · a7 чёрная пешка · b7 чёрная пешка · c7 чёрная пешка · d7 чёрная пешка · g7 чёрная пешка · h7 чёрная пешка · c6 чёрный конь · b5 белый слон · e5 чёрная пешка · f5 чёрная пешка · e4 белая пешка · f3 белый конь · a2 белая пешка · b2 белая пешка · c2 белая пешка · d2 белая пешка · f2 белая пешка · g2 белая пешка · h2 белая пешка · a1 белая ладья · b1 белый конь · c1 белый слон · d1 белый ферзь · e1 белый король · h1 белая ладья | a8 чёрная ладья · c8 чёрный слон · d8 чёрный ферзь · e8 чёрный король · f8 чёрный слон · g8 чёрный конь · h8 чёрная ладья · a7 чёрная пешка · b7 чёрная пешка · c7 чёрная пешка · d7 чёрная пешка · g7 чёрная пешка · h7 чёрная пешка · c6 чёрный конь · b5 белый слон · e5 чёрная пешка · f5 чёрная пешка · e4 белая пешка · f3 белый конь · a2 белая пешка · b2 белая пешка · c2 белая пешка · d2 белая пешка · f2 белая пешка · g2 белая пешка · h2 белая пешка · a1 белая ладья · b1 белый конь · c1 белый слон · d1 белый ферзь · e1 белый король · h1 белая ладья | a8 чёрная ладья · c8 чёрный слон · d8 чёрный ферзь · e8 чёрный король · f8 чёрный слон · g8 чёрный конь · h8 чёрная ладья · a7 чёрная пешка · b7 чёрная пешка · c7 чёрная пешка · d7 чёрная пешка · g7 чёрная пешка · h7 чёрная пешка · c6 чёрный конь · b5 белый слон · e5 чёрная пешка · f5 чёрная пешка · e4 белая пешка · f3 белый конь · a2 белая пешка · b2 белая пешка · c2 белая пешка · d2 белая пешка · f2 белая пешка · g2 белая пешка · h2 белая пешка · a1 белая ладья · b1 белый конь · c1 белый слон · d1 белый ферзь · e1 белый король · h1 белая ладья | a8 чёрная ладья · c8 чёрный слон · d8 чёрный ферзь · e8 чёрный король · f8 чёрный слон · g8 чёрный конь · h8 чёрная ладья · a7 чёрная пешка · b7 чёрная пешка · c7 чёрная пешка · d7 чёрная пешка · g7 чёрная пешка · h7 чёрная пешка · c6 чёрный конь · b5 белый слон · e5 чёрная пешка · f5 чёрная пешка · e4 белая пешка · f3 белый конь · a2 белая пешка · b2 белая пешка · c2 белая пешка · d2 белая пешка · f2 белая пешка · g2 белая пешка · h2 белая пешка · a1 белая ладья · b1 белый конь · c1 белый слон · d1 белый ферзь · e1 белый король · h1 белая ладья | a8 чёрная ладья · c8 чёрный слон · d8 чёрный ферзь · e8 чёрный король · f8 чёрный слон · g8 чёрный конь · h8 чёрная ладья · a7 чёрная пешка · b7 чёрная пешка · c7 чёрная пешка · d7 чёрная пешка · g7 чёрная пешка · h7 чёрная пешка · c6 чёрный конь · b5 белый слон · e5 чёрная пешка · f5 чёрная пешка · e4 белая пешка · f3 белый конь · a2 белая пешка · b2 белая пешка · c2 белая пешка · d2 белая пешка · f2 белая пешка · g2 белая пешка · h2 белая пешка · a1 белая ладья · b1 белый конь · c1 белый слон · d1 белый ферзь · e1 белый король · h1 белая ладья | 2 |
| 1 | a8 чёрная ладья · c8 чёрный слон · d8 чёрный ферзь · e8 чёрный король · f8 чёрный слон · g8 чёрный конь · h8 чёрная ладья · a7 чёрная пешка · b7 чёрная пешка · c7 чёрная пешка · d7 чёрная пешка · g7 чёрная пешка · h7 чёрная пешка · c6 чёрный конь · b5 белый слон · e5 чёрная пешка · f5 чёрная пешка · e4 белая пешка · f3 белый конь · a2 белая пешка · b2 белая пешка · c2 белая пешка · d2 белая пешка · f2 белая пешка · g2 белая пешка · h2 белая пешка · a1 белая ладья · b1 белый конь · c1 белый слон · d1 белый ферзь · e1 белый король · h1 белая ладья | a8 чёрная ладья · c8 чёрный слон · d8 чёрный ферзь · e8 чёрный король · f8 чёрный слон · g8 чёрный конь · h8 чёрная ладья · a7 чёрная пешка · b7 чёрная пешка · c7 чёрная пешка · d7 чёрная пешка · g7 чёрная пешка · h7 чёрная пешка · c6 чёрный конь · b5 белый слон · e5 чёрная пешка · f5 чёрная пешка · e4 белая пешка · f3 белый конь · a2 белая пешка · b2 белая пешка · c2 белая пешка · d2 белая пешка · f2 белая пешка · g2 белая пешка · h2 белая пешка · a1 белая ладья · b1 белый конь · c1 белый слон · d1 белый ферзь · e1 белый король · h1 белая ладья | a8 чёрная ладья · c8 чёрный слон · d8 чёрный ферзь · e8 чёрный король · f8 чёрный слон · g8 чёрный конь · h8 чёрная ладья · a7 чёрная пешка · b7 чёрная пешка · c7 чёрная пешка · d7 чёрная пешка · g7 чёрная пешка · h7 чёрная пешка · c6 чёрный конь · b5 белый слон · e5 чёрная пешка · f5 чёрная пешка · e4 белая пешка · f3 белый конь · a2 белая пешка · b2 белая пешка · c2 белая пешка · d2 белая пешка · f2 белая пешка · g2 белая пешка · h2 белая пешка · a1 белая ладья · b1 белый конь · c1 белый слон · d1 белый ферзь · e1 белый король · h1 белая ладья | a8 чёрная ладья · c8 чёрный слон · d8 чёрный ферзь · e8 чёрный король · f8 чёрный слон · g8 чёрный конь · h8 чёрная ладья · a7 чёрная пешка · b7 чёрная пешка · c7 чёрная пешка · d7 чёрная пешка · g7 чёрная пешка · h7 чёрная пешка · c6 чёрный конь · b5 белый слон · e5 чёрная пешка · f5 чёрная пешка · e4 белая пешка · f3 белый конь · a2 белая пешка · b2 белая пешка · c2 белая пешка · d2 белая пешка · f2 белая пешка · g2 белая пешка · h2 белая пешка · a1 белая ладья · b1 белый конь · c1 белый слон · d1 белый ферзь · e1 белый король · h1 белая ладья | a8 чёрная ладья · c8 чёрный слон · d8 чёрный ферзь · e8 чёрный король · f8 чёрный слон · g8 чёрный конь · h8 чёрная ладья · a7 чёрная пешка · b7 чёрная пешка · c7 чёрная пешка · d7 чёрная пешка · g7 чёрная пешка · h7 чёрная пешка · c6 чёрный конь · b5 белый слон · e5 чёрная пешка · f5 чёрная пешка · e4 белая пешка · f3 белый конь · a2 белая пешка · b2 белая пешка · c2 белая пешка · d2 белая пешка · f2 белая пешка · g2 белая пешка · h2 белая пешка · a1 белая ладья · b1 белый конь · c1 белый слон · d1 белый ферзь · e1 белый король · h1 белая ладья | a8 чёрная ладья · c8 чёрный слон · d8 чёрный ферзь · e8 чёрный король · f8 чёрный слон · g8 чёрный конь · h8 чёрная ладья · a7 чёрная пешка · b7 чёрная пешка · c7 чёрная пешка · d7 чёрная пешка · g7 чёрная пешка · h7 чёрная пешка · c6 чёрный конь · b5 белый слон · e5 чёрная пешка · f5 чёрная пешка · e4 белая пешка · f3 белый конь · a2 белая пешка · b2 белая пешка · c2 белая пешка · d2 белая пешка · f2 белая пешка · g2 белая пешка · h2 белая пешка · a1 белая ладья · b1 белый конь · c1 белый слон · d1 белый ферзь · e1 белый король · h1 белая ладья | a8 чёрная ладья · c8 чёрный слон · d8 чёрный ферзь · e8 чёрный король · f8 чёрный слон · g8 чёрный конь · h8 чёрная ладья · a7 чёрная пешка · b7 чёрная пешка · c7 чёрная пешка · d7 чёрная пешка · g7 чёрная пешка · h7 чёрная пешка · c6 чёрный конь · b5 белый слон · e5 чёрная пешка · f5 чёрная пешка · e4 белая пешка · f3 белый конь · a2 белая пешка · b2 белая пешка · c2 белая пешка · d2 белая пешка · f2 белая пешка · g2 белая пешка · h2 белая пешка · a1 белая ладья · b1 белый конь · c1 белый слон · d1 белый ферзь · e1 белый король · h1 белая ладья | a8 чёрная ладья · c8 чёрный слон · d8 чёрный ферзь · e8 чёрный король · f8 чёрный слон · g8 чёрный конь · h8 чёрная ладья · a7 чёрная пешка · b7 чёрная пешка · c7 чёрная пешка · d7 чёрная пешка · g7 чёрная пешка · h7 чёрная пешка · c6 чёрный конь · b5 белый слон · e5 чёрная пешка · f5 чёрная пешка · e4 белая пешка · f3 белый конь · a2 белая пешка · b2 белая пешка · c2 белая пешка · d2 белая пешка · f2 белая пешка · g2 белая пешка · h2 белая пешка · a1 белая ладья · b1 белый конь · c1 белый слон · d1 белый ферзь · e1 белый король · h1 белая ладья | 1 |
|   | a | b | c | d | e | f | g | h |   |

### Системы без хода 3. …a7-a6
- 3. …Кc6-d4 — Защита Бёрда. Чёрные идут на сдвоение пешек по линии d. Шансы белых предпочтительнее, так как чёрная пешка на d4 представляет больше слабость, чем силу.
- 3. …Сf8-c5 — Защита Корделя, или классическая защита. Одна из самых старинных защит испанской партии. Белые захватывают центр, и их шансы заслуживают предпочтения.
- 3. …f7-f5 — Гамбит Яниша. Это острое гамбитное продолжение введено в практику в середине 19 века русским шахматистом Янишем.
- 3. …d7-d6 — Защита Стейница. Является прочной, но пассивной защитой.
- 3. …Сf8-b4 — Вариант Алапина. Это продолжение не ставит белым больших проблем в развитии инициативы.
- 3. …g7-g6 — Защита Пильсбери. Вариант представляет белым значительную свободу действий.
- 3. …Кg8-f6 — Берлинская защита. Одна из самых устойчивых защит испанской партии.
  - 4. 0—0 Кf6:e4 5. d2-d4 Кe4-d6 6. Сb5:c6 d7:c6 7. d4:e5 Кd6-f5 8. Фd1:d8+ Крe8:d8 — Берлинский эндшпиль.
  - 4. d2-d3 — Анти-Берлин (основной вариант) берлинского эндшпиля. Вильгельм Стейниц, будучи чемпионом мира, одержал много впечатляющих побед, используя этот ход[4]. Обычным ответом за чёрных является 4…d6 и 4…Сc5, последний более популярен, на что белые отвечают 5.0-0, 5.С:c6, и 5.c3.

Также чёрные могут ответить на 4.d3 защитой Мортимера 4…Кe7, подстроив одноимённую ловушку.

### Редкие системы без хода 3. …a7-a6
- 3. …f7-f6 — Нюрнбергский вариант.
- 3. …Кc6-a5 — Защита Поллока.
- 3. …Сf8-e7 — Защита Лусены.
- 3. …Фd8-e7 — Вариант Виноградова.
- 3. …g7-g5 — Защита Брентано.
- 3. …Кg8-e7 — Защита Коцио.

### Системы с ходом 3. …a7-a6
- 4. Сb5:c6 d7:c6 — разменный вариант. Белые обладают пешечным большинством на королевском фланге и стараются использовать это в эндшпиле, однако чёрные ещё в миттельшпиле получают преимущество двух слонов. Эндшпиль разменного варианта испанской партии является, пожалуй, самым досконально изученным.
  - 5. d2-d4 e5:d4 6. Фd1:d4 Фd8:d4 7. Кf3:d4 Сc8-d7 — Вариант Алехина.
  - 5. Кb1-c3 — Вариант Кереса.
  - 5. Кb1-c3 f7-f6 6. d2-d3 — Вариант Романовского.
  - 5. 0—0
    - 5. …Сc8-g4 6. h3 h5 — Гамбит Алапина.
    - 5. …f7-f6 — Вариант Глигорича.
    - 5. …Фd8-d6 — Вариант Бронштейна.
- 4. Сb5-a4
  - 4. …f7-f5 — Отложенный гамбит Яниша.
  - 4. …Сf8-c5 — Система Меллера.
  - 4. …d7-d6 — Улучшенная защита Стейница.
    - 5. Кb1-c3 — Вариант трёх коней.
    - 5. c2-c4 — Вариант Дураса.
    - 5. 0—0
    - 5. Сb5:c6+ b7:c6 6. d2-d4 — Вариант Рихтера.
      - 6. …f7-f6 — Вариант Алапина.

    - 5. c2-c3
      - 5. …Сc8-d7 6. d2-d4 g7-g6
      - 5. …f7-f5 — Сиестинский вариант.
        - 6. e4:f5 Сc8:f5 7. 0—0 — Вариант Копаева.

  - 4. …g7-g6
  - 4. …Кg8-e7
  - 4. …Кc6-d4
  - 4. …Сf8-b4
  - 4. …Сf8-c5
  - 4. …b7-b5 — Вариант Каро.
    - 5. Сa4-b3
      - 5. …Сf8-c5 — Грацский вариант.
      - 5. …Кc6-a5 — Вариант Тайманова.

  - 4. …Кg8-f6 5. Кb1-c3 — Вариант четырёх коней.
  - 4. …Кg8-f6 5. Сb5:c6 — Вариант Трейбала.
  - 4. …Кg8-f6 5. Фd1-e2 — Вариант Уормалда.
    - 5. …b7-b5 6. Сa4-b3 Сf8-e7 7. d2-d4 d7-d6 8. c2-c3 Сc8-g4 — Вариант Грюнфельда.

  - 4. …Кg8-f6 5. 0—0 Кf6:e4 — Открытый вариант.
    - 6. d2-d4 b7-b5 7. Сa4-b3 d7-d5 8. d4:e5 Сc8-e6 — Главный вариант.
      - 6. …e5:d4 — рижский вариант[латыш.] (Пирса Боля).

  - 4. …Кg8-f6 5. 0—0 b7-b5 6. Сa4-b3 Сc8-b7 — Архангельский вариант.
  - 4. …Кg8-f6 5. 0—0 d7-d6 — Вариант Рубинштейна.

### Закрытые системы 4…Кg8-f6 5. 0—0 Сf8-e7
- 6. Лf1-e1 b7-b5 7. Сa4-b3
  - 7. …d7-d6 8. c2-c3 0-0 9. h2-h3 
    - 9. …Кc6-b8 — Система Брейера.
    - 9. …h7-h6 — Вариант Смыслова.
    - 9. …Сс8-e6 — Вариант Холмова.
    - 9. …Сc8-b7 — Вариант Зайцева.
    - 9. …Кc6-a5 — Система Чигорина.
    - 9. …Кf6-d7 — Московский вариант.

  - 7. …0—0 8. a2-a4 (а также 8. d2-d3 и 8. h2-h3!?) — уклонения от контратаки Маршалла.
  - 7. …0—0 8. c2-c3 d7-d5 — Контратака Маршалла.

## Упоминание в литературе
- Испанская партия упоминается в романе Ильфа и Петрова «Двенадцать стульев»:

На третьем ходу выяснилось, что гроссмейстер играет восемнадцать испанских партий. В остальных двенадцати чёрные применили хотя и устаревшую, но довольно верную защиту Филидора. Если б Остап узнал, что он играет такие мудрёные партии и сталкивается с такой испытанной защитой, он крайне бы удивился. Дело в том, что великий комбинатор играл в шахматы второй раз в жизни.
Хозе-Рауль шумно вздохнул и, потрясая руку старого ветерана, сказал: — Я всегда преклонялся перед вашей идеей перевода слона в испанской партии с b5 на c4!